# ナヌチュカ型コルベット
ナヌチュカ型コルベット（英語: Nanuchka class corvette）は、ソビエト/ロシア海軍のミサイル・コルベット。艦対艦ミサイルを主兵装とする世界初のコルベットとして知られている。なお、ナヌチュカ型という名称はNATOコードネームであり、ソ連海軍の計画名は1234号計画型小型ミサイル艦（Малые ракетные корабли проекта 1234）である。

## 概要
1950年代より、ソ連海軍の水上艦艇は、侵入してくる西側の海洋兵力を近海において要撃することを任務としてきた。この任務にあたり、ソ連海軍は沿岸警備を任務とする「大型魚雷艇」を更新する新艦種として「大型ミサイル艇」を開発した。これは、小型の艇体に艦対艦ミサイルを搭載し、高速力と強力な打撃力とで以って沿岸部に接近した敵輸送艦や揚陸艦を撃破する哨戒艦艇であった。P-6型魚雷艇の艇体を流用した最初のコマール型ミサイル艇のあと、より本格的なオーサ型ミサイル艇が計画された。1960年代初頭にかけて、この計画に基づき多数の大型ミサイル艇が建造された。
しかし、これらの大型ミサイル艇は、多くても4門の短射程艦対艦ミサイル発射機しか搭載せず、また、防空火力も比較的貧弱なものであった。このことから、大型ミサイル艇の上位艦種として、より強力な対水上火力・防空火力を備えた沿岸警備艦艇として構想されたのが、小型ミサイル艦（Малый ракетный Корабль, 略称：МРК）であり、その最初の実用艦級として開発されたのが本型である。
本型は、沿岸警備艦艇としては初めて、個艦防空ミサイル・システムと長射程の艦対艦ミサイルを搭載することで、防空火力および対水上火力を大幅に増強している。ソ連海軍は、対水上火力として長射程と短射程の2種の対艦ミサイルを整備する方針を採用しており、従来の沿岸警備艦艇はいずれも第1世代の短射程艦対艦ミサイルであるP-15 テルミートしか搭載していなかった。しかし、第2世代の長射程対艦ミサイルであるP-120 マラヒートは、前任のP-15よりも大幅に軽量化されており、小型艦への搭載が可能となった。ソ連海軍で就役した艦では、このミサイルの3連装発射筒を2つ、上部構造物の両側に配置することで、従来のミサイル艇を大きく上回る対水上火力を獲得した。

## 派生型
ナヌチュカ-I型（1234号計画艦）
原型艦。ソ連海軍向けに17隻が建造されたが、1990年代までに運用を終了した。
ナヌチュカ-II型（1234E号計画艦）
輸出版。艦対艦ミサイルが短射程のP-15 テルミートにダウングレードされている。
ナヌチュカ-III型（1234.1号計画艦）
I型をもとにした改良型。主砲を新しい両用砲であるAK-176に変更し、AK-630 30mm CIWS×1基を搭載することで近接防空力を強化している。18隻が建造され、11隻がロシア海軍において運用中。
ナヌチュカ-IV型（1234.7号計画艦）
実験艦。艦対艦ミサイルを新しいP-800 オーニクスに換装したもの。ロシア海軍において、1隻が試験任務に従事している。

## 実戦
本級は2008年8月9日から10日にかけて、南オセチア紛争中に発生したアブハジア沖海戦にて、Ⅲ型の「ミラーシュ」がグルジア海軍哨戒艇「ゲオルギー・トレリ」に向けてマラヒート艦対艦ミサイルを発射、これを撃沈している。これは冷戦後のロシア海軍初の海戦における戦果であり、第四次中東戦争のダミエッタ沖海戦以来のミサイル艇が艦対艦ミサイルによって敵艦艇を撃沈した事例となった。

## 採用国
- ソビエト連邦海軍/ ロシア海軍
- インド海軍（ドゥルグ級コルベット）
- リビア海軍
- アルジェリア海軍